# Breggia
 (signalé en août 2025).
Si vous disposez d'ouvrages ou d'articles de référence ou si vous connaissez des sites web de qualité traitant du thème abordé ici, merci de compléter l'article en donnant les références utiles à sa vérifiabilité et en les liant à la section « Notes et références ».
- Archive Wikiwix
- Bing
- Cairn
- DuckDuckGo
- E. Universalis
- Gallica
- Google
- G. Books
- G. News
- G. Scholar
- Persée
- Qwant
- (zh) Baidu
- (ru) Yandex
- (wd) trouver des œuvres sur Wikidata

Pour la commune homonyme, voir Breggia (commune).
La Breggia est une rivière d'Italie et de Suisse, qui se jette dans le lac de Côme.

## Géographie
La Breggia prend sa source dans le sud des Alpes entre le Monte Generoso et le Monte d'Orimento, en Italie dans la province de Côme, en Lombardie. Elle coule dans le Val Breggia, auquel elle donne son nom. Elle entre en territoire suisse entre les villes d'Erbonne et de Scudellatte, et coule le long de la vallée de Muggio jusqu'à Chiasso, où elle pénètre à nouveau en territoire italien, près de Maslianico.
Elle rejoint ensuite le lac de Côme près de la Villa Erba, entre Côme et Cernobbio, à l'altitude 198 mètres.
Un parc naturel, le Parc naturel des gorges de la Breggia, couvrant une superficie de 65 ha, s'étend dans la basse vallée de Muggio, autour du sillon creusé par la Breggia, entre Castel San Pietro, Balerna, Morbio Inferiore et Morbio Superiore.

## Sources
- (it) Cet article est partiellement ou en totalité issu de l’article de Wikipédia en italien intitulé « Breggia (torrente) » (voir la liste des auteurs).